# 全民計程車隊
全民計程車隊，全稱社團法人台灣全民計程車司機協會，是台灣一個計程車司機聯誼組織，成立於1993年。旗下有多個分隊，並且會在車頂燈箱上使用統一的車隊標誌。目前車隊有六十個車隊、超過四千名會員。

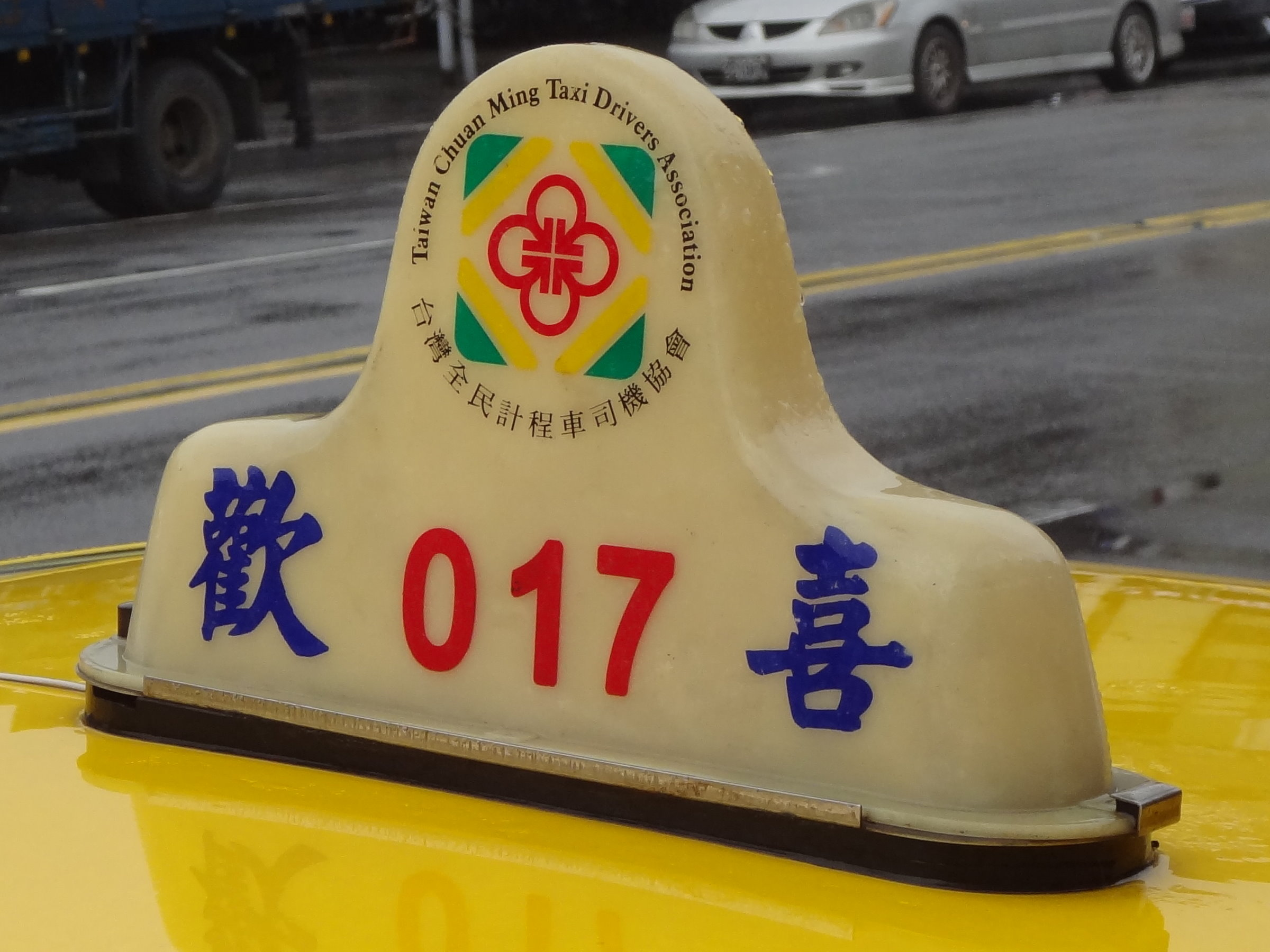
台灣全民計程車司機協會會員計程車車頂燈箱

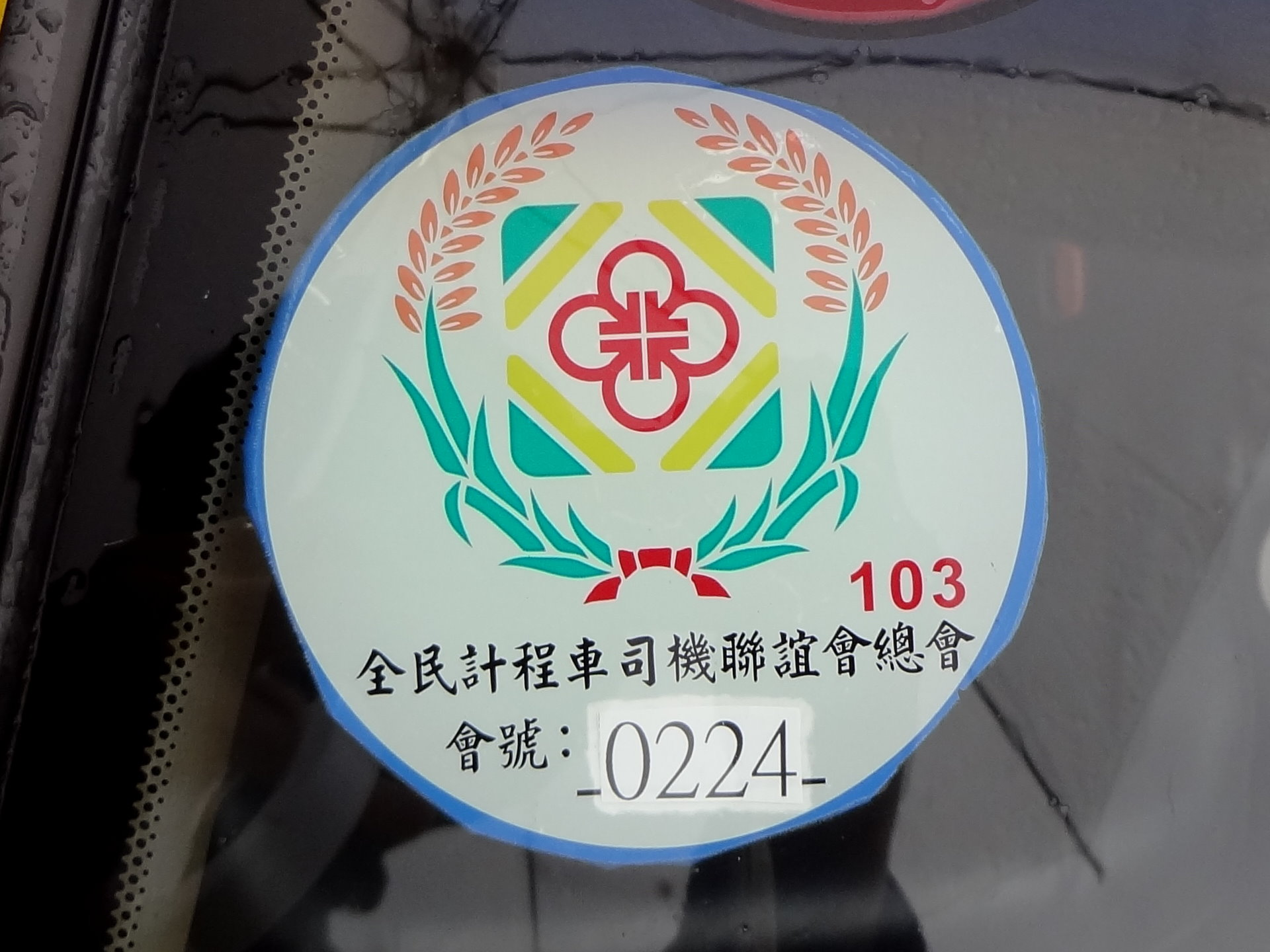
全民計程車司機聯誼會總會會員證

該車隊早年曾參與多起聚眾襲擊以及違法聚賭事件。唯近年亦嘗試以穿著制服等方式改變民眾對該車隊的印象，目前偶爾會以全隊或分隊名義進行政治活動。

## 事件
- 1993年：全民計程車隊成立。
- 1994年12月21日：全民計程車隊司機戴正昌被殺，該車隊占據台北市中山區德惠街設靈堂公祭。當時內定出任台北市副市長的陳師孟出來調解，並表示臺北市政府警察局的強制驅離「反應過度」。
- 1995年8月17日：全民計程車隊司機與大豐車行司機發生口角糾紛，雙方各自透過無線電呼叫車行同業，後演發成大型鬥毆事件[1][2]。
- 2001年11月1日：中國國民黨主席連戰與劉炳偉、李先仁、陳宏昌、蔡家福、郭素春等人，當晚到臺北縣三重市重新橋下，參與全民計程車司機聯誼會慶祝成立九周年會員團結之夜晚會；新黨全國委員會召集人謝啟大晚間也與仉桂美、雷倩兩人到會場祝賀。
- 2002年8月13日：台北縣全民計程車隊太陽分行司機包圍桃園縣蘆竹鄉成安交通公司，要求釋出排班地盤，並持棍棒搗毀成安交通公司及緊鄰的超商和檳榔攤。經員警開六槍示警及後援警力到場，才鎮住場面。
- 2003年8月：全民計程車隊向內政部成功申請為「社團法人台灣全民計程車司機協會」，第一屆理事長為吳正坤先生。
- 2003年10月15日：全民計程車隊在二重疏洪道舉辦10週年晚會，前總統李登輝、副總統呂秀蓮、台灣大學法律系教授李鴻禧、台聯及民進黨的民意代表都跨縣市親臨祝賀。
- 2006年3月20日：全民計程車隊與中國計程車隊聚眾滋擾案件。
- 2006年5月8日：全民計程車隊發動不少車輛聚集在長榮桂冠酒店，並於車窗貼上「歷史罪人張榮發」、「賣國賊張榮發」、「吳三桂張榮發」…等大字報遊街，且於長榮集團門口拉布條，抗議長榮集團總裁張榮發訪問中國。
- 2006年6月16日：全民計程車隊司機疑似誤入酒店地盤，導致酒店不滿，找來小弟砸車。
- 2006年6月17日：6月16日的砸車事件，已確認為全民計程車司機遭黑衣少年持棒擊破車窗而聚眾滋事。由於遭擊破之地點距該酒店300公尺，警方亦無法證實是否因誤入酒店地盤而遭報復，亦可能為該司機態度囂張以致引發少年不滿。
- 2006年9月26日：全民計程車發動一場「反貪腐」集結遊行，抗議台北市長馬英九不當使用特別費及基隆市長許財利涉圖利罪，也批評馬英九對「反貪腐」有「雙重標準」。集結的計程車浩浩蕩蕩繞行台北市政府，過程平和。
- 2006年10月9日：全民計程車因百萬人民倒扁運動而發生內訌風波，副會長張斌宣佈發動2千輛計程車免費接載民眾參加國慶日倒扁活動；而秘書長林國禎即召開記者會澄清乃是張斌個人行為，不代表總會立場。
- 2007年9月26日：台北喜來登大飯店將在外集結排班10年的全統車隊換成台灣大車隊。由於全統車隊一直以來主要皆是在台北喜來登大飯店外排班，加上這一年來台灣大車隊不斷利用合約來爭取各地方排班點，亦由於台北縣市擁有最多排班點的就是全民計程車隊，所以影響傷害最大的也是全民計程車隊；加上這次的衝突，終於引發全民計程車隊司機不滿，全民計程車隊動員車輛包圍與台灣大車隊簽約排班的台北喜來登大飯店、王朝大酒店、香格里拉台北遠東國際大飯店等三家五星級飯店。
- 2008年3月10日：向來被視為具有強烈泛綠政治傾向的全民計程車隊，在全民計程車聯誼會總會長邱奕枝號召下，於本日上午聚集約兩千五百輛計程車並成立馬蕭後援會，並邀請立法院長王金平、台北縣長周錫瑋、三重市長李乾龍到場授旗。
- 2015年5月29日：民主進步黨主席蔡英文前往臺灣桃園國際機場搭飛機訪問美國，台灣全民計程車司機協會總會、全國計程車司機聯誼會、台北市汽車駕駛員職業工會、桃園市計程車駕駛員職業工會動員500多輛計程車在前往桃園機場的道路上集結送機，並發表公開信，訴求「兩岸和平、不要台獨」、「社會和解、人民當家」。民進黨立委段宜康指控，這些人背後有政治力介入，每輛車補助新臺幣1500元。全民計程車司機聯誼會總會長吳正坤駁斥段宜康說詞，強調均是自動自發團結，「馬英九做得實在太爛了，所以我們大家都是這次希望蔡主席當選，把台灣經濟弄得更好」；台北市汽車駕駛員職業工會周文成則說，司機們僅是聚集以表達對蔡英文的支持而已。